# Alvarortega
Álvaro Ortega Ochoa de Ocáriz  (Vitoria, 1963) es un dibujante de cómics español que firma las historietas como Alvarortega.
Además de historietista, trabaja en ilustración y publicidad. Dibujante de línea clara y dibujo elegante, Alvarortega elaboró historias de aventuras clásicas pero cargadas de ironía. Ahora recurre con frecuencia a la base fotográfica para bromas más atentas a la actualidad, y en particular a los tópicos sociales.
Colaboró en la revista Habeko Mik, donde publicó la versión en euskera de sus dos primeros álbumes y varias historietas cortas, en La Comictiva, Bitniks, El Pequeño País y otras publicaciones. También en las obras colectivas Los felices 85 (Ayuntamiento de Vitoria, 1985), 15 a la vez (Caja Provincial de Álava, Vitoria, 1986) y Embero. Revista de la imagen, CINT / Ayuntamiento de Vitoria, 1990. Sigue haciéndolo en TMEO.
Participó en las exposiciones colectivas Makoki. 1977-1987 (Vitoria, 1988), Panorama del cómic en Euskadi. Gernikako III. Komiki ihardunaldiak (Guernica, 1989) y La nueva BD española. La nouvelle historieta espagnole (Angoulême, 1989).
En la actualidad publica, desde febrero de 2005, una tira diaria en el periódico de distribución gratuita Qué.

## Álbumes
- Los arquitectos. (Ikusager, Vitoria, 1990; edición francesa: Les architectes, Soleil, Toulon, 1990)
- El anillo. (Ikusager, Vitoria, 1991)
- ¿Me puede repetir la pregunta?. (TMEO, Vitoria, 2005).
- Lo mejor de Alvarortega.[1] (Eusko Label, 2011).